# Penzion Malešice
Penzion Malešice je bývalá svobodárna podniku Pražské komunikace, později ubytovna pro zahraniční dělníky, která stojí v Praze 10-Malešicích na sídlišti Malešice. Je v majetku městské části Praha 10. Do 30. června 2013 sloužil jako penzion, na srpen 2013 je plánováno zahájení rekonstrukce budovy na bytový dům, ve kterém má být asi 170 malometrážních bytů, z toho 55 ubytovacích jednotek, 128 malometrážních bytů pro startovací a ústupové bydlení a 12 bytů pro lidi, kteří si po úrazu míchy zvykají na život s handicapem (paraplegici, kvadruplegici).

## Historie penzionu

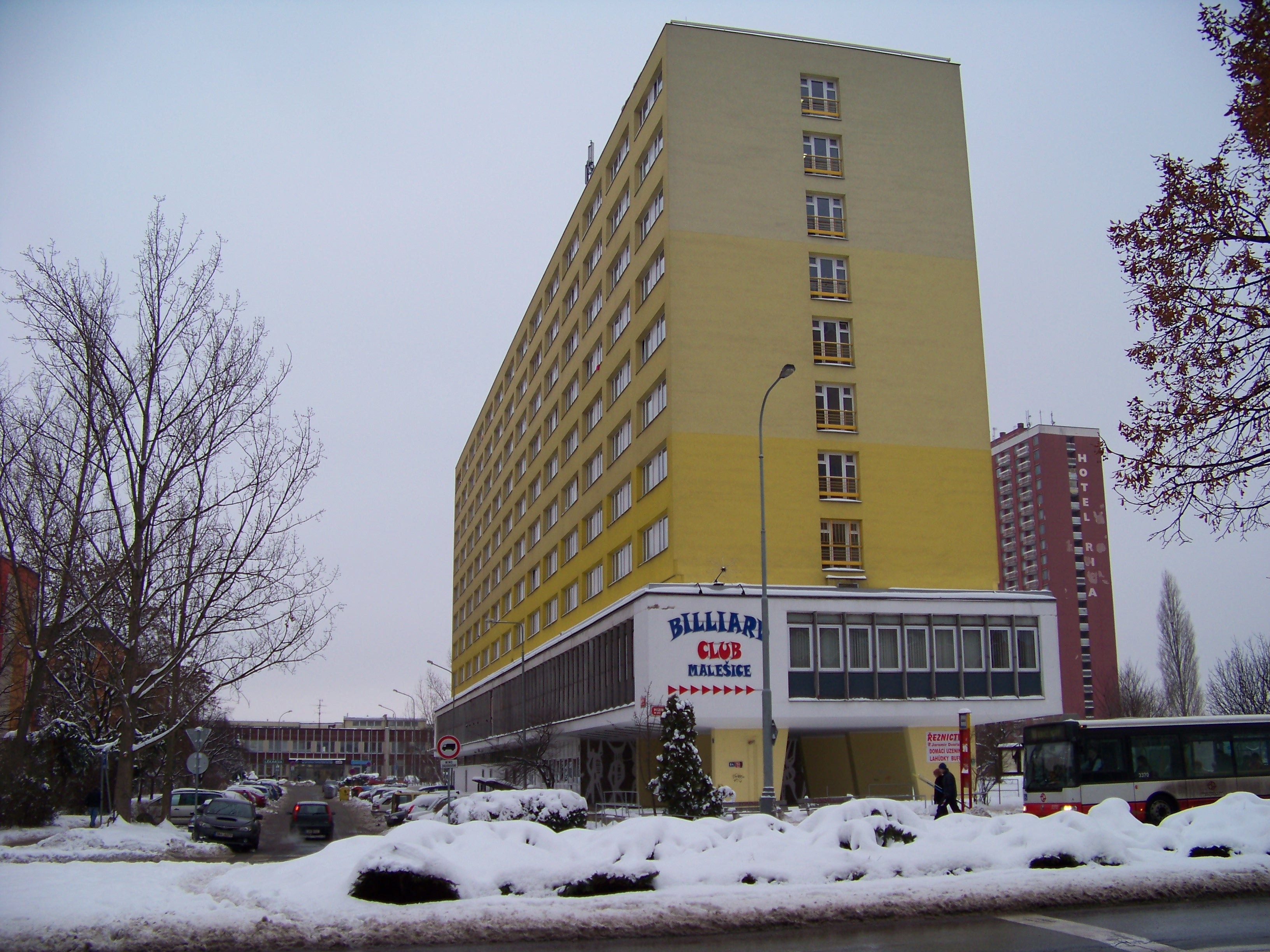
Pohled přes Počernickou ulici podél Plaňanské; vpravo v pozadí hotel Rhea

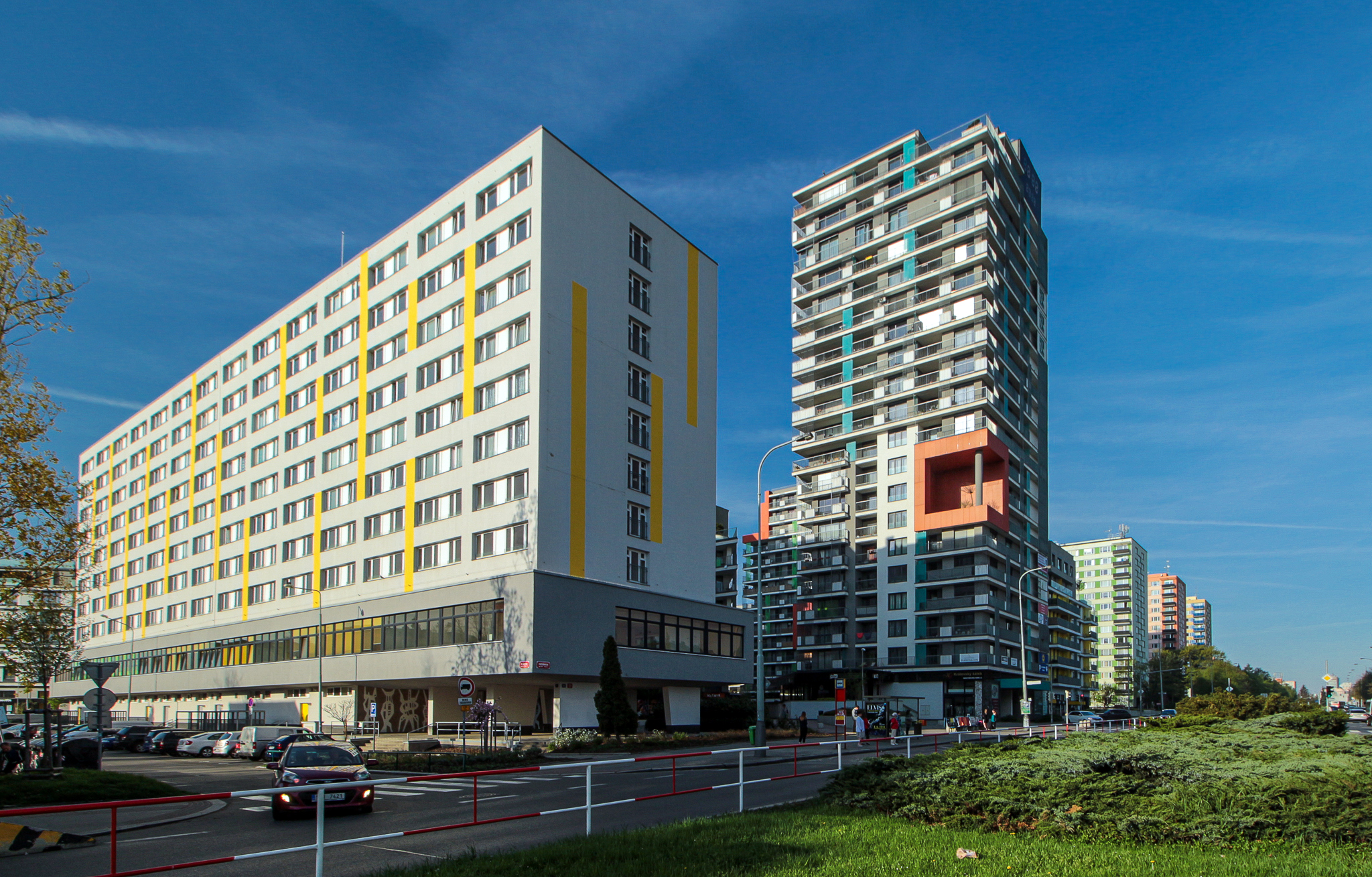
Pohled přes Počernickou ulici podél Plaňanské. Rok 2021.

Penzion byl postaven společně se sídlištěm Malešice a byl uveden do provozu v roce 1971 (projekt pochází z roku 1966). Má 1 podzemní a 10 nadzemních podlaží, přízemí a první patro je vyhrazené pro občanskou vybavenost.
Do 90. let 20. století sloužil jako svobodárna (domov pro svobodné). Do roku 2013 sloužila budova jako ubytovna pro zahraniční dělníky.
V dokumentu z poloviny 70. let 20. století podnik Pražské komunikace o objektu píše jako o své ubytovně. Obyvatelé jí přezdívali Babylon.
Jednou z jejích obyvatelek byla od 11. ledna 1973 Olga Hepnarová, která se o půl roku později stala hromadnou vražedkyní a poslední popravenou ženou v Československu. Ubytování na zdejším pokoji č. 502 jí zde zajistil její zaměstnavatel, podnik Pražské komunikace, kde pracovala jako řidička nákladních automobilů.

## Přestavba na bytový dům
V roce 2013 byla zahájena přestavba na bytový dům, který má nabídnout startovací bydlení a ústupové bydlení pro osoby, které jsou nuceny se přestěhovat z většího do menšího bytu, protože už nezvládly platit náklady s tím spojené, a bezbariérové bydlení. Celkem zde má vzniknout asi 170 malometrážních bytů. Celkem tu vzniká 128 bytových jednotek, 12 jednotek bezbariérových a 55 jednotek ubytovacích.[zdroj?]
V penzionu má být vyčleněno 12 bytů pro vozíčkáře, kteří se po úrazu míchy nemohou vrátit do svých původních bariérových bytů a zvykají si na samostatný život s handicapem; ve zdejších bytech mají bydlet po dobu prvního roku, než se naučí samostatnosti. Místostarostka Ivana Cabrnochová (SZ) označila projekt za poměrně unikátní v rámci republiky. Městská část na něm spolupracuje s Českou asociací paraplegiků. Nedaleko se nachází též rehabilitační Centrum Paraple.
Městská část v březnu 2013 vyčlenila na přestavbu 123 milionů Kč, čímž se projekt zařadil mezi největší investiční akce městské části. Opoziční zastupitel Jan Šnajdr (TOP 09) označil přestavbu za příliš nákladnou s tím, že za stejnou cenu mohla městská část postavit zcela nový bytový dům. Starosta Bohumil Zoufalík (ODS) namítl, že je v současné době těžké najít volnou plochu pro zástavbu.
Výstavba měla být zahájena v srpnu 2013, v závislosti na výsledku soutěže na výběr dodavatele, a měla trvat kolem 10 měsíců. Do června 2013 se měli vystěhovat dosavadní ubytovaní.

## Okolí
Vedle penzionu stojí Poliklinika Malešice poblíž je pošta a obchody. V sousedství penzionu je dokončován bytový projekt Centrum Malešice. Malešický park, začínající asi 200 metrů severně, má být z části přizpůsoben potřebám osob na vozíku.